# جان ابرکرومبی
جان ابرکرومبی (انگلیسی: John Abercromby؛ ۲ آوریل ۱۷۷۲ – ۱۴ فوریه ۱۸۱۷ (۴۴ ساله)) فرد نظامی اهل پادشاهی متحد بریتانیای کبیر و ایرلند بود. وی همچنین برندهٔ جوایزی همچون نشان حمام شده‌است.